# Brasil Tennis Open 2025 - Doppio
Il doppio del torneo di tennis professionistico Brasil Tennis Open 2025, facente parte della categoria Challenger 50 nell'ambito dell'ATP Challenger Tour 2025, si è giocato dal 28 aprile al 4 maggio a Porto Alegre, in Brasile. Tra le coppie partecipanti erano assenti Roberto Cid Subervi e Kaichi Uchida, i detentori del titolo.
In finale Juan Carlos Prado Ángelo e Federico Zeballos hanno sconfitto Lautaro Midón e Gonzalo Villanueva con il punteggio di 7–5, 7–5.

## Teste di serie
1. Mateus Alves /  Luís Britto (primo turno)
2. Leonardo Aboian /  Valerio Aboian (primo turno)

1. Arklon Huertas del Pino /  Conner Huertas del Pino (primo turno)
2. Mateo Barreiros Reyes /  Courtney John Lock (semifinale)

## Wildcard
1. Pedro Boscardin Dias /  João Eduardo Schiessl (primo turno)

1. Eduardo Ribeiro /  Gabriel Roveri Sidney (primo turno)

## Alternate
1. Nicolás Kicker /  Fermín Tenti (primo turno)

1. Ignacio Monzón /  Lorenzo Joaquín Rodríguez (primo turno)

## Tabellone

### Legenda
| - Q = Qualificato - WC = Wild card - LL = Lucky loser | - ALT = Alternate - SE = Special Exempt - PR = Protected Ranking | - w/o = Walkover - r = Ritirato - d = Squalificato |

|  | Primo turno | Primo turno                           | Primo turno                        | Primo turno | Primo turno |  |  | Quarti di finale | Quarti di finale                  | Quarti di finale                  | Quarti di finale                  | Quarti di finale          |   |     | Semifinali | Semifinali                       | Semifinali                       | Semifinali                                 | Semifinali                                 |   |   | Finale | Finale | Finale | Finale | Finale |  |
|  |             |                                       |                                    |             |             |  |  |                  |                                   |                                   |                                   |                           |   |     |            |                                  |                                  |                                            |                                            |   |   |        |        |        |        |        |  |
|  | 1           | M Alves L Britto                      | 6                                  | 4           | [8]         |  |  |                  |                                   |                                   |                                   |                           |   |     |            |                                  |                                  |                                            |                                            |   |   |        |        |        |        |        |  |
|  |             | L Midón G Villanueva                  | 2                                  | 6           | [10]        |  |  |                  | L Midón G Villanueva              | L Midón G Villanueva              | L Midón G Villanueva              | w/o                       |   |     |            |                                  |                                  |                                            |                                            |   |   |        |        |        |        |        |  |
|  |             | F Roncadelli PA Saraiva dos Santos    | F Roncadelli PA Saraiva dos Santos | 3           | 3r          |  |  |                  | M Pucinelli de Almeida P Sakamoto | M Pucinelli de Almeida P Sakamoto | M Pucinelli de Almeida P Sakamoto |                           |   |     |            |                                  |                                  |                                            |                                            |   |   |        |        |        |        |        |  |
|  |             | M Pucinelli de Almeida P Sakamoto     | M Pucinelli de Almeida P Sakamoto  | 6           | 2           |  |  |                  |                                   |                                   |                                   |                           |   |     |            | L Midón G Villanueva             | L Midón G Villanueva             | 6                                          | 6                                          |   |   |        |        |        |        |        |  |
|  | 4           | M Barreiros Reyes CJ Lock             | M Barreiros Reyes CJ Lock          | 7           | 6           |  |  |                  |                                   | 4                                 | M Barreiros Reyes CJ Lock         | M Barreiros Reyes CJ Lock | 3 | 3   |            |                                  |                                  |                                            |                                            |   |   |        |        |        |        |        |  |
|  | Alt         | N Kicker F Tenti                      | N Kicker F Tenti                   | 65          | 4           |  |  | 4                | M Barreiros Reyes CJ Lock         | 7                                 | 4                                 | [10]                      |   |     |            |                                  |                                  |                                            |                                            |   |   |        |        |        |        |        |  |
|  | Alt         | I Monzón LJ Rodríguez                 | 0                                  | 6           | [9]         |  |  |                  | N Álvarez Varona D Dutra da Silva | 65                                | 6                                 | [8]                       |   |     |            |                                  |                                  |                                            |                                            |   |   |        |        |        |        |        |  |
|  |             | N Álvarez Varona D Dutra da Silva     | 6                                  | 2           | [11]        |  |  |                  |                                   |                                   |                                   |                           |   |     |            | Lautaro Midón Gonzalo Villanueva | Lautaro Midón Gonzalo Villanueva | 5                                          | 5                                          |   |   |        |        |        |        |        |  |
|  |             | JC Prado Ángelo F Zeballos            | JC Prado Ángelo F Zeballos         | 6           | 7           |  |  |                  |                                   |                                   |                                   |                           |   |     |            |                                  |                                  | Juan Carlos Prado Ángelo Federico Zeballos | Juan Carlos Prado Ángelo Federico Zeballos | 7 | 7 |        |        |        |        |        |  |
|  | WC          | P Boscardin Dias JE Schiessl          | P Boscardin Dias JE Schiessl       | 2           | 5           |  |  |                  | JC Prado Ángelo F Zeballos        | JC Prado Ángelo F Zeballos        | 6                                 | 6                         |   |     |            |                                  |                                  |                                            |                                            |   |   |        |        |        |        |        |  |
|  |             | I Carou Á Guillén Meza                | 4                                  | 6           | [10]        |  |  |                  | I Carou Á Guillén Meza            | I Carou Á Guillén Meza            | 4                                 | 0                         |   |     |            |                                  |                                  |                                            |                                            |   |   |        |        |        |        |        |  |
|  | 3           | A Huertas del Pino C Huertas del Pino | 6                                  | 3           | [6]         |  |  |                  |                                   |                                   |                                   |                           |   |     |            | JC Prado Ángelo F Zeballos       | 6                                | 3                                          | [10]                                       |   |   |        |        |        |        |        |  |
|  | WC          | E Ribeiro G Roveri Sidney             | 62                                 | 6           | [9]         |  |  |                  |                                   |                                   | H Casanova S Rodríguez Taverna    | 3                         | 6 | [7] |            |                                  |                                  |                                            |                                            |   |   |        |        |        |        |        |  |
|  |             | R Olivo N Sánchez Izquierdo           | 7                                  | 1           | [11]        |  |  |                  | R Olivo N Sánchez Izquierdo       | R Olivo N Sánchez Izquierdo       | 5                                 | 4                         |   |     |            |                                  |                                  |                                            |                                            |   |   |        |        |        |        |        |  |
|  |             | H Casanova S Rodríguez Taverna        | 64                                 | 6           | [10]        |  |  |                  | H Casanova S Rodríguez Taverna    | H Casanova S Rodríguez Taverna    | 7                                 | 6                         |   |     |            |                                  |                                  |                                            |                                            |   |   |        |        |        |        |        |  |
|  | 2           | L Aboian V Aboian                     | 7                                  | 3           | [8]         |  |  |                  |                                   |                                   |                                   |                           |   |     |            |                                  |                                  |                                            |                                            |   |   |        |        |        |        |        |  |